# Федерация Островов Кука
Федерация Островов Кука (англ. Cook Islands Federation) — объединение союзных территорий Великобритании в Океании, созданное в 1893 как замена британского протектората Королевства Раротонга. В 1901 острова Кука были переданы под управление Новой Зеландии.